# 臺南市台灣鋼鐵足球隊
臺南市台灣鋼鐵是一支台灣半職業足球隊，於2017年以“台南市”之名開始參加台灣企業甲級足球聯賽。2019年，更名為“臺南市台灣鋼鐵”，簡稱為南市台鋼，以此隊名繼續參加2019年台灣企業甲級足球聯賽，南市台鋼在2020年台灣企業甲級足球聯賽、2021年、2022年連奪三冠。

## 隊史

### 2017年
球隊以臺北市立大學足球隊為主體，在鴻鑫企業贊助下參與足協改制之第一屆台灣企業甲級足球聯賽，最終以2勝22敗4和、第8名的成績完賽。

### 2018年
隨著國腳吳俊青等好手加盟，台南市在2018年台灣企業甲級足球聯賽排名躍進，以三輪9勝10負2和、得失球僅-3的成績位列聯賽第五。

### 2019年
該年度獲得台灣鋼鐵集團贊助，更名為臺南市台灣鋼鐵（簡稱台灣鋼鐵），以聯賽第4名、10勝8負3和的成績結束賽季。年底，通過2020亞足聯俱樂部執照認證。

### 2020年
南市台鋼在季前大肆補強，從北市大同引進了具有中華台北男子足球代表隊資歷的門將潘文傑、後衛陳威全、2019年賽季MVP馬可，以及此前效力於航源FC的2019年賽季金靴射手班奇，組成華麗陣容，最終也成功於台企甲聯賽最後第二輪提前奪冠，羅智聰獲得最佳教練，吳俊青獲得年度最佳球員。

### 2021年
賽季開始前，南市台鋼從北市大同招入了上季進球王安以恩（Kouamé Ange Samuel）跟國腳前鋒陳瑞，在Covid-19影響下的縮水聯賽最後一輪（第二輪），以1:0擊敗台灣電力，完成台企甲二連霸，也斬獲最佳教練（羅智聰）、年度最佳球員（吳俊青）、金靴獎（馬可）及金手套獎（潘文傑）。
該年度球隊亦以「台南市FC」為名征戰2021年亞洲足協盃，雖然最終以小組賽一勝二敗的成績作收未能晉級，但3:0擊敗蒙古國家超級足球聯賽俱樂部220竞技，也獲得台灣自2016年參加亞洲足聯盃以來的首勝，也終結台灣球隊連14場不勝的紀錄。

### 2022年
2021球季結束後，雖然潘文傑、吳俊青、程昊及外援班奇等奪冠主力離隊，但迎來具多國職業聯賽經驗的南韓中場沈云燮（Sim Woon-sub）、烏茲別克中後衛羅別克（Akhrorbek Uktamov）及幾內亞中場特勞雷（Ismaēl Traoré）等三名外援加入，增強中後場防守。球隊也為了備戰2022年亞洲足協盃，特別以短期合約簽下香港教練「郭sir」郭嘉諾擔任特聘教練，希望借重其對香港球會的熟悉，在本屆亞足聯盃小組賽出線 。

## 亞洲比賽表現
| 年度      | 日期               | 賽事                                                 | 輪次                                              | 對手            | 比賽地點                    | 比分  |
| --------- | ------------------ | ---------------------------------------------------- | ------------------------------------------------- | --------------- | --------------------------- | ----- |
| 2021年    | 2021年6月23日      | 2021年亞洲足協盃 2021 AFC Cup                        | 小組賽 Group Stage                                | 烏蘭巴托220競技 | 將軍澳運動場                | 3 - 0 |
| 2021年    | 2021年6月26日      | 2021年亞洲足協盃 2021 AFC Cup                        | 小組賽 Group Stage                                | 理文足球會      | 將軍澳運動場                | 1 - 4 |
| 2021年    | 2021年6月29日      | 2021年亞洲足協盃 2021 AFC Cup                        | 小組賽 Group Stage                                | 東方龍獅足球隊  | 香港大球場                  | 0 - 1 |
| 2022年    | 2022年6月27日      | 2022年亞洲足協盃 2022 AFC Cup                        | 小組賽 Group Stage                                | 理文足球會      | 象牌競技場                  | 1 - 3 |
| 2022年    | 2022年6月30日      | 2022年亞洲足協盃 2022 AFC Cup                        | 小組賽 Group Stage                                | 東方龍獅足球隊  | 象牌競技場                  | 1 - 3 |
| 2023–24年 | 2023年9月21日      | 2023–24年亞洲足協盃 2023–24 AFC Cup                  | 小組賽 Group Stage                                | 烏蘭巴托        | MFF足球中心                 | 1 - 3 |
| 2023–24年 | 2023年10月26日     | 2023–24年亞洲足協盃 2023–24 AFC Cup                  | 小組賽 Group Stage                                | 台中Futuro      | 國家體育場                  | 1 - 2 |
| 2023–24年 | 2023年11月9日      | 2023–24年亞洲足協盃 2023–24 AFC Cup                  | 小組賽 Group Stage                                | 台中Futuro      | 高雄市立楠梓足球場          | 5 - 1 |
| 2023–24年 | 2023年11月30日     | 2023–24年亞洲足協盃 2023–24 AFC Cup                  | 小組賽 Group Stage                                | 烏蘭巴托        | 高雄市立楠梓足球場          | 3 - 0 |
| 2023–24年 | 2023年12月10日     | 2023–24年亞洲足協盃 2023–24 AFC Cup                  | 小組賽 Group Stage                                | 鄒北記          | 高雄市立楠梓足球場          | 4 - 2 |
| 2023–24年 | 2023年12月14日     | 2023–24年亞洲足協盃 2023–24 AFC Cup                  | 小組賽 Group Stage                                | 鄒北記          | 奧林匹克體育中心-運動場     | 1 - 4 |
| 2024–25年 | 2024年10月30日     | 2024–25年亞足聯挑戰聯賽 2024–25 AFC Challenge League | 小組賽 Group Stage                                | 小象足球會      | 杜瓦納體育場                | 3 - 2 |
| 2024–25年 | 2024年11月2日      | 2024–25年亞足聯挑戰聯賽 2024–25 AFC Challenge League | 小組賽 Group Stage                                | 撣聯足球俱樂部  | 杜瓦納體育場                | 2 - 2 |
| 2024–25年 | 2025年3月6日       | 2024–25年亞足聯挑戰聯賽 2024–25 AFC Challenge League | 淘汰賽 - 半準決賽 Knockout stage - Quarter-finals | 馬都拉聯        | 高雄市立楠梓足球場          | 0 - 0 |
| 2024–25年 | 2025年3月13日      | 2024–25年亞足聯挑戰聯賽 2024–25 AFC Challenge League | 淘汰賽 - 半準決賽 Knockout stage - Quarter-finals | 馬都拉聯        | Gelora Joko Samudro Stadium | 0 - 3 |
| 2025–26年 | 2025年8月12日      | 2025–26年亞足聯挑戰聯賽 2025–26 AFC Challenge League | 資格賽 Preliminary stage                          | Khangarid       | 台北田徑場                  | 4 - 1 |
| 2025–26年 | 小組賽 Group stage | 2025–26年亞足聯挑戰聯賽 2025–26 AFC Challenge League |                                                   |                 |                             |       |
| 2025–26年 |                    | 2025–26年亞足聯挑戰聯賽 2025–26 AFC Challenge League |                                                   |                 |                             |       |
| 2025–26年 |                    | 2025–26年亞足聯挑戰聯賽 2025–26 AFC Challenge League |                                                   |                 |                             |       |

## 台灣企業甲級足球聯賽球員名單[8]
更新日期 ：2022年5月10日 

### 管理層及隊職員名單
- 理事長：劉福財
- 首席顧問：陳其泰
- 首席顧問：戴遐齡
- 領隊：蕭永福
- 總教練︰羅智聰
- 球隊經理：陳亮辰
- 技術總監︰郭嘉諾
- 守門教練︰洪金昌
- 秘書：黃怡茹、王素玉、潘莉青
- 物理治療師：陳思帆
- 防護員：張國霖
- 安全官：張俊平
- 管理：穆聰進

### 現役球員
註釋：國旗表示球員在國際足聯資格規則定義的國家隊。球員可能擁有一個以上非國際足聯國籍。
| 號碼 |                    | 位置 | 球員                                         |
| ---- | ------------------ | ---- | -------------------------------------------- |
| 1    | 臺灣地區           | 门将 | 江子賢（Jiang Zhi-Xian 1998.12.12（25歲））  |
| 2    | 臺灣地區           | 后卫 | 陳威全 （Chen Wei-Chuan 1992.08.29（31歲）） |
| 3    | 俄罗斯             | 后卫 | Alim Zumakulov（1992.02.05（31歲））         |
| 4    | 几内亚             | 中场 | Ismael Traoré（2000.06.10（23歲））          |
| 6    | 臺灣地區           | 中场 | 蘇德財（Su De-Cai 1990.06.21（33歲））       |
| 7    | 臺灣地區           | 中场 | 姚克錡（Yao Ko-Chi 1996.05.15（27歲））      |
| 8    | 科特迪瓦           | 中场 | Kouamé Ange Samuel （1996.12.22（27歲）      |
| 9    | 臺灣地區           | 中场 | 游家煌（Yu Chia-Huang 1998.04.23（25歲））   |
| 10   | 特克斯和凯科斯群岛 | 前锋 | Marc Fenelus 1992.08.22（31歲））            |
| 12   | 臺灣地區           | 前锋 | 陳瑞（Chen Jui-Chieh 1995.07.15（28歲）)     |
| 13   | 臺灣地區           | 中场 | 郭博瑋（Kou Bo-Wei 1998.12.10（25歲））      |

| 號碼 |          | 位置 | 球員                                       |
| ---- | -------- | ---- | ------------------------------------------ |
| 14   | 臺灣地區 | 后卫 | 劉和翰（Liu Ho-Han 1994.01.30（29歲））    |
| 16   | 臺灣地區 | 后卫 | 林凱恩（Lin Kai-En 1997.11.28（26歲））    |
| 17   | 臺灣地區 | 中场 | 陳威仁（Chen Wei-Jen 1998.01.21（25歲））  |
| 18   | 臺灣地區 | 门将 | 段 昍（Tuan Hsuan 1997.10.27（26歲））     |
| 20   | 臺灣地區 | 后卫 | 白劭宇（Pai Shao-Yu 1998.01.20（25歲））   |
| 21   | 臺灣地區 | 后卫 | 馮少祺（Fong Shao-Chi 2000.02.15（23歲）） |
| 22   | 臺灣地區 | 中场 | 張豪偉（Chang Hao-Wei 1992.02.24（31歲）） |
| 23   | 臺灣地區 | 门将 | 李冠霈（Lee Guan-Pei 2000.05.07（23歲））  |
| 27   | 臺灣地區 | 后卫 | 何泓諱（Ho Hung-Wei 1993.09.17（30歲））   |
| 30   | 巴西     | 前锋 | Luan Anderson（1997.07.24（26歲））        |

### 離隊著名球員
- 吳俊青（2022年離隊，現效力台灣企業甲級足球聯賽 台中FUTURO）
- 班奇 （2022年離隊，現效力台灣企業甲級足球聯賽 台中FUTURO）

## 榮耀
- 台灣企業甲級足球聯賽
  - 冠軍（4次）：2020年, 2021年, 2022年, 2023年,2024年
  - 公平競爭獎（1次）：2018年 [9]

## 外部連結
- 官方网站
- 臺南市台灣鋼鐵足球隊的Facebook專頁
- 臺南市台灣鋼鐵足球隊的Instagram帳戶